# نيك ريتشاردز
نيك ريتشاردز (بالإنجليزية: Nick Richards)‏ (29 نوفمبر 1997 بكينغستون في جامايكا - ) هو لاعب كرة سلة جامايكي في مركز الوسط. لعب مع كنتاكي وايلد كاتس ‏.

## وصلات خارجية
- نيك ريتشاردز على موقع إن بي أي (الإنجليزية)
- نيك ريتشاردز على موقع سبورتس رفرنس (الإنجليزية)
- نيك ريتشاردز على موقع كرة السلة الأوروبية.كوم (الإنجليزية)
- نيك ريتشاردز على موقع إي إس بي إن.كوم (الإنجليزية)
- نيك ريتشاردز على موقع كلية كرة السلة في سبورتس رفرنس.كوم (الإنجليزية)
- نيك ريتشاردز على موقع ريلجم (الإنجليزية)
- نيك ريتشاردز على موقع بروبوليرز (الإنجليزية)
- نيك ريتشاردز على موقع سبورتس رفرنس (الإنجليزية)